# 莫显耀
莫显耀（1919年—1989年），浙江萧山人。中华人民共和国政治人物。
早年组织农业合作社，并担任红五月络麻生产合作社社长。1957年，评为全国农业劳动模范。1959年，升任杭州市江干区彭埠公社七堡管理区党总支部书记、彭埠公社来和汤大队支部书记。1968年，升任中共浙江省委委员。1979年，任红五月农场场长。